# Segreti sotterranei
Segreti sotterranei  è un programma televisivo italiano trasmesso su Focus per la prima volta il 22 luglio 2024. Ideato, scritto e diretto da Tommaso Cennamo, il programma esplora il misterioso mondo sotto i nostri piedi di alcune città come Roma, Napoli (sottosuolo di Napoli) e Pistoia.
Accompagna lo spettatore, analizzando e documentando, tramite professionisti esperti del luogo, archeospeleologi, il vasto mondo sotterraneo di queste città,  spaziando dai cunicoli di epoche antiche alle infrastrutture moderne celate alla vista, rivelando  storie legate all’archeologia, all’ingegneria e a scoperte di rilevanza scientifica.
Le puntate di Segreti sotterranei sono disponibili anche in streaming sulla piattaforma Mediaset Infinity.

## Programma
Attraverso una narrazione affidata alla voce di Enzo Decaro e Gianpaolo Caprino, Segreti sotterranei conduce gli spettatori in un viaggio in grotte inesplorate, e segreti tecnologici nascosti nel sottosuolo. Le puntate sono pensate per un pubblico interessato ad antichità, storia, leggende, misteri, curiosità.

## Protagonisti
- Marco Placidi [8], archeologo e speleologo italiano, presidente delle associazioni Sotterranei di Roma e Italia Sotterranea. Da oltre 25 anni, si dedica allo studio e alla valorizzazione del patrimonio ipogeo, con particolare attenzione alla città di Roma.
- Giuseppe Mastrolorenzo [9], vulcanologo italiano, primo ricercatore presso l’Osservatorio Vesuviano dell’Istituto Nazionale di Geofisica e Vulcanologia (INGV).
- Gianluca Iori [10], architetto italiano, noto per il suo ruolo di direttore dell’Istituto di Ricerche Storiche e Archeologiche (IRSA) e per la gestione del percorso turistico Pistoia Sotterranea.
- Carmen Manca [11][12], Storica dell'arte.
- Daniele Amicarella [13], giornalista pubblicista e storico specializzato nella Seconda Guerra Mondiale, con particolare attenzione alla Linea Gotica e alla Montagna Pistoiese.

## Episodi

### Prima stagione
| Puntata | Titolo                     | Data di uscita | Narratore         |
| ------- | -------------------------- | -------------- | ----------------- |
| 1       | Roma sotterranea           | 22 luglio 2024 | Gianpaolo Caprino |
| 2       | Napoli sotterranea I parte | 29 luglio 2024 | Enzo Decaro       |
| 3       | Pistoia sotterranea        | 6 agosto 2024  | Gianpaolo Caprino |